# Friedrich Wilhelm Schilling
Friedrich Wilhelm Hans Kurt Schilling (Apolda, 2 de setembro de 1914 – Heidelberg, 6 de junho de 1971) foi um fabricante de sinos da Alemanha.

## Lista de sinos
(em ordem alfabética da localidade)
- St. Sebastian (Bad Krozingen-Schlatt)
- Evangelische Kirche (Bammental)
- Glockenturm Bechtolsheim
- St. Marien (Donaueschingen), seis sinos
- St. Servatius (Duderstadt)
- St. Gallus und Otmar (Ebringen), drei Glocken 1957
- St. Josef-Kirche (Eschelbronn)
- St. Wendel (Frankfurt am Main)
- Freiburger Münster
- Dreifaltigkeitskirche (Freiburg im Breisgau), zwei Glocken 1958, drei Glocken 1962
- Catedral de Fulda
- St. Michael (Grenzach), vier Glocken 1957
- Hauptkirche Sankt Katharinen (Hamburg), vier Glocken 1957[1]
- Hauptkirche St. Nikolai (Hamburg-Harvestehude), fünf Glocken
- St. Vitus und St. Georg in Heidelberg-Handschuhsheim, drei Glocken 1951, eine Glocke 1964
- Glockenmuseum (Herrenberg)
- St. Peter (Hettenleidelheim), sechs Glocken
- Catedral de Hildesheim
- St. Andreas, Homburg, vier Glocken
- St. Martini (Jühnde), drei Glocken: fis1, h1, cis2
- St. Stephan (Karlsruhe)
- Karlskirche (Kassel)
- Konstanzer Münster, Klangbeispiel Marienglocke
- St. Martin (Lorch), drei Glocken 1961
- St. Fridolin (Lörrach)
- Marienkirche (Lübeck), Pulsglocke 1951
- St. Georg (Lübeck), drei Glocken
- Catedral de Mainz → Liste der Glocken des Mainzer Doms
- Jesuitenkirche (Mannheim), Klangbeispiel
- St. Sebastian (Mannheim), Glockenspiel
- Schlosskirche (Mannheim), Geläut am Sonntag
- St. Bonifatius-Kirche (Mannheim-Friedrichsfeld)
- St. Bonifatius-Kirche (Mannheim-Wohlgelegen)
- St. Matthäus (München)
- Auferstehungskirche (München)
- St. Petrus und Jakobus maior (Nendingen)
- St. Urban (Rheinfelden-Herten)
- Herz-Jesu-Kirche (Schifferstadt), 5 Glocken
- Catedral de Speyer, 5 Glocken (Nr. 5 - 9)
- Dom St. Blasien, 10 Glocken
- Maria Himmelfahrt (Tiengen), 1962/63
- St. Victor-Kirche (Victorbur), 2 Glocken 1973
- St. Michael (Wiesenbach)
- Versöhnungskirche (Wolfenbüttel)
- Catedral de Wurtzburgo, elf Glocken 1965
- St. Sebastian (Zuzenhausen)
- St. Albertus Magnus, Stein (Mittelfranken), zwei Glocken, 1981